# Nola aulacota
Nola aulacota är en fjärilsart som beskrevs av Edward Meyrick 1886. Nola aulacota ingår i släktet Nola och familjen trågspinnare. Inga underarter finns listade i Catalogue of Life.